# NGC 5175
NGC 5175 — звезда в созвездии Дева.
Этот объект входит в число перечисленных в оригинальной редакции «Нового общего каталога».